# Ostalți, Terebovlea
Ostalți (în ucraineană Остальці) este un sat în comuna Sușciîn din raionul Terebovlea, regiunea Ternopil, Ucraina.

## Demografie
Componența lingvistică a localității Ostalți
     Ucraineană (100%)
Conform recensământului din 2001, toată populația localității Ostalți era vorbitoare de ucraineană (100%).